# Rob Elliot
Robert Elliot, né le 30 avril 1986 à Greenwich (Angleterre), est un footballeur international irlandais qui évolue au poste de gardien de but reconverti entraîneur

## Biographie

### En club
|
Le 28 janvier 2021, il rejoint Watford.

### En sélection
Né en Angleterre, Elliot opte pour la sélection irlandaise grâce aux origines de son père. Le 25 mai 2014, il honore sa première sélection en A lors du match amical face à la Turquie (défaite 2-1).

### Palmarès
- Newcastle United
  - Champion d'Angleterre de deuxième division en 2017.